# Spongicola andamanica
Spongicola andamanica är en kräftdjursart som beskrevs av Alcock 1901. Spongicola andamanica ingår i släktet Spongicola och familjen Spongicolidae. Inga underarter finns listade i Catalogue of Life.